# فرودگاه والا
فرودگاه والا (به انگلیسی: Vaala Airfield) (به زبان بومی: Vaalan lentokenttä) یک فرودگاه است که یک باند فرود شن دارد و طول باند آن ۸۰۰ متر است. این فرودگاه در کشور فنلاند قرار دارد و در ارتفاع ۱۳۵ متری از سطح دریا واقع شده است.